# Universidade Federal do Piauí
A Universidade Federal do Piauí (UFPI) é uma instituição de ensino superior pública brasileira, sendo a maior universidade do estado do Piauí e uma das principais da Região Nordeste do Brasil.
Está sediada em Teresina, onde também fica a cidade universitária, no campus Ministro Petrônio Portela. Possui campus nas cidades de Picos, Bom Jesus e Floriano. É reconhecida pela qualidade no ensino superior, estando entre os principais centros brasileiros de excelência na docência, educação e pesquisa.
Segundo o Ranking Universitário Folha (RUF) 2018, que mede o desempenho de universidades brasileiras segundo os critérios ensino, pesquisa, mercado, inovação e internacionalização, a Universidade Federal do Piauí é a 48a melhor universidade do país.
A UFPI possui 102 cursos de graduação e 48 programas de pós-graduação, divididos em mestrado e doutorado, sendo ao todo 53 cursos. Atua ainda no ensino básico e é uma das principais promotoras de pesquisa no Piauí.

## Histórico
A Universidade Federal do Piauí (UFPI) foi instituída nos termos Lei nº 5.528, de 11 de novembro de 1968 e oficialmente instalada em 1° de março de 1971, com o objetivo de criar e manter a UFPI.
A UFPI é constituída por um Conselho Diretor, composto por sete membros efetivos, nomeados pelo Presidente da República. O Presidente do Conselho Diretor da FUFPI é, também, o Reitor da UFPI.
A Universidade Federal do Piauí possui cinco campi: Campus Ministro Petrônio Portella (CMPP), em Teresina - funcionando juntamente com o Campus da Socopo, que abriga o CCA; Campus Universitário de Parnaíba (Campus Ministro Reis Veloso - CMRV); Campus Professora Cinobelina Elvas, em Bom Jesus; Campus Senador Helvídio Nunes de Barros (CSHNB) em Picos, e Campus Amilcar Ferreira Sobral, em Floriano. A Universidade dispõe ainda de três Colégios Técnicos: em Teresina, Floriano e Bom Jesus.
As unidades gestoras estão organizadas em Órgãos Centrais e Unidades de Ensino.
Os Órgãos Centrais são: Reitoria, Pró-Reitoria de Administração - PRAD, Pró-Reitoria de Ensino de Graduação - PREG, Pró-Reitoria de Extensão - PREX, Pró-Reitoria de Pesquisa e Pós-Graduação - PRPPG, Pró-Reitoria de Planejamento e Orçamento - PROPLAN, Pró-Reitoria de Assuntos Estudantis e Comunitários - PRAEC, Vice-Reitoria e Biblioteca Central - BC.
As Unidades de Ensino são as seguintes: Centro de Ciências da Saúde - CCS, Centro de Ciências Humanas e Letras - CCHL, Centro de Ciências da Natureza - CCN I e CCN II, Centro de Ciências da Educação - CCE, Centro de Tecnologia – CT, Centro de Ciências Agrárias – CCA, Campus Universitário de Parnaíba, Campus do Junco – CJ, Colégio Técnico de Teresina – CTT, Colégio Técnico de Floriano – CTF e Colégio Técnico de Bom Jesus – CTBJ.
A criação do Hospital Universitário da Universidade Federal do Piauí (HU-UFPI) foi autorizada através da Portaria nº 668, de 16 de dezembro de 1987. Em 2004, o hospital iniciou seu funcionamento ofertando serviços ambulatoriais. Desde abril de 2013, o HU-UFPI é filiado à Ebserh, estatal vinculada ao Ministério da Educação que atua na gestão de hospitais universitários federais. O objetivo é, em parceria com as universidades, aperfeiçoar os serviços de atendimento à população, por meio do SUS, e promover o ensino e a pesquisa nas unidades filiadas .

## Reitores
- Robert Wall de Carvalho (1971)
- Hélcio Uchoa Saraiva (1972)

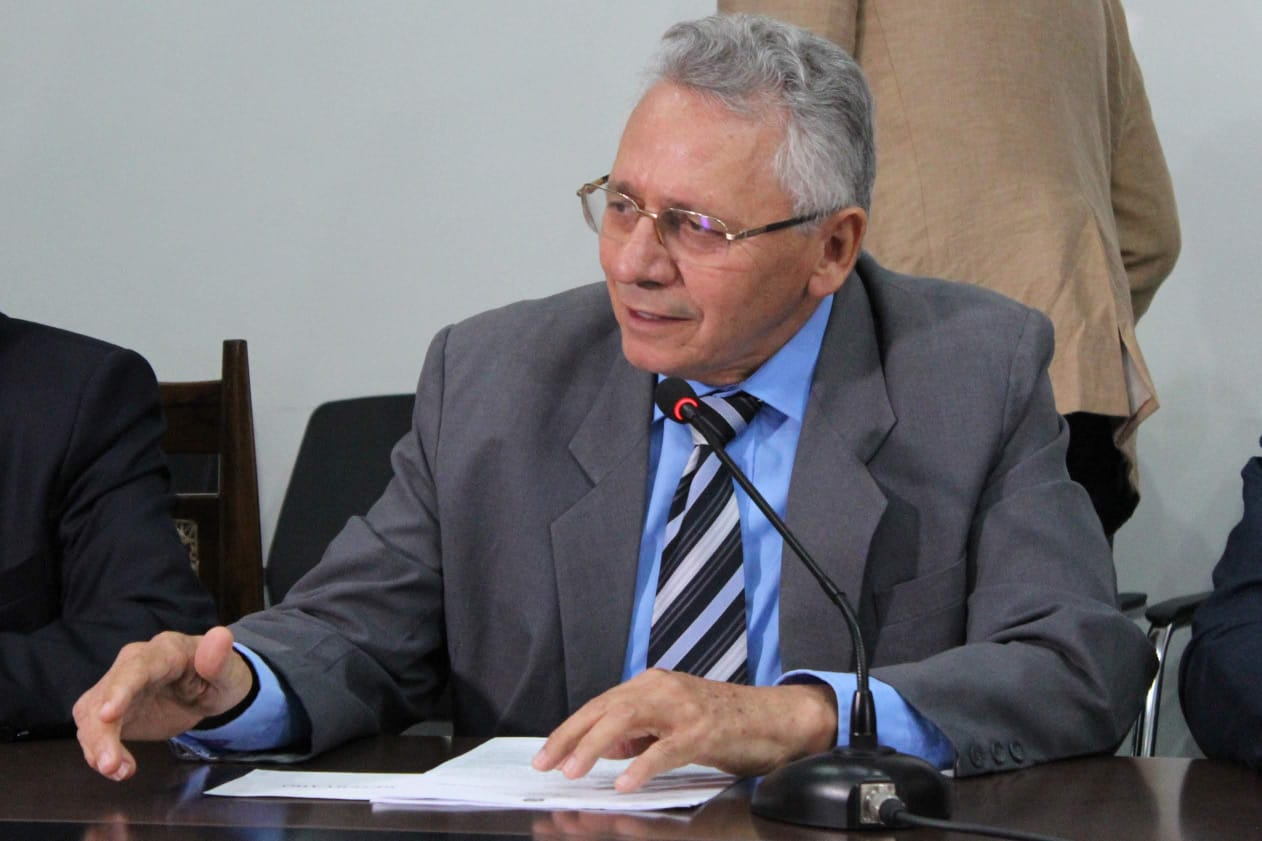
Gildásio Guedes Fernandes, reitor da UFPI desde 2020.

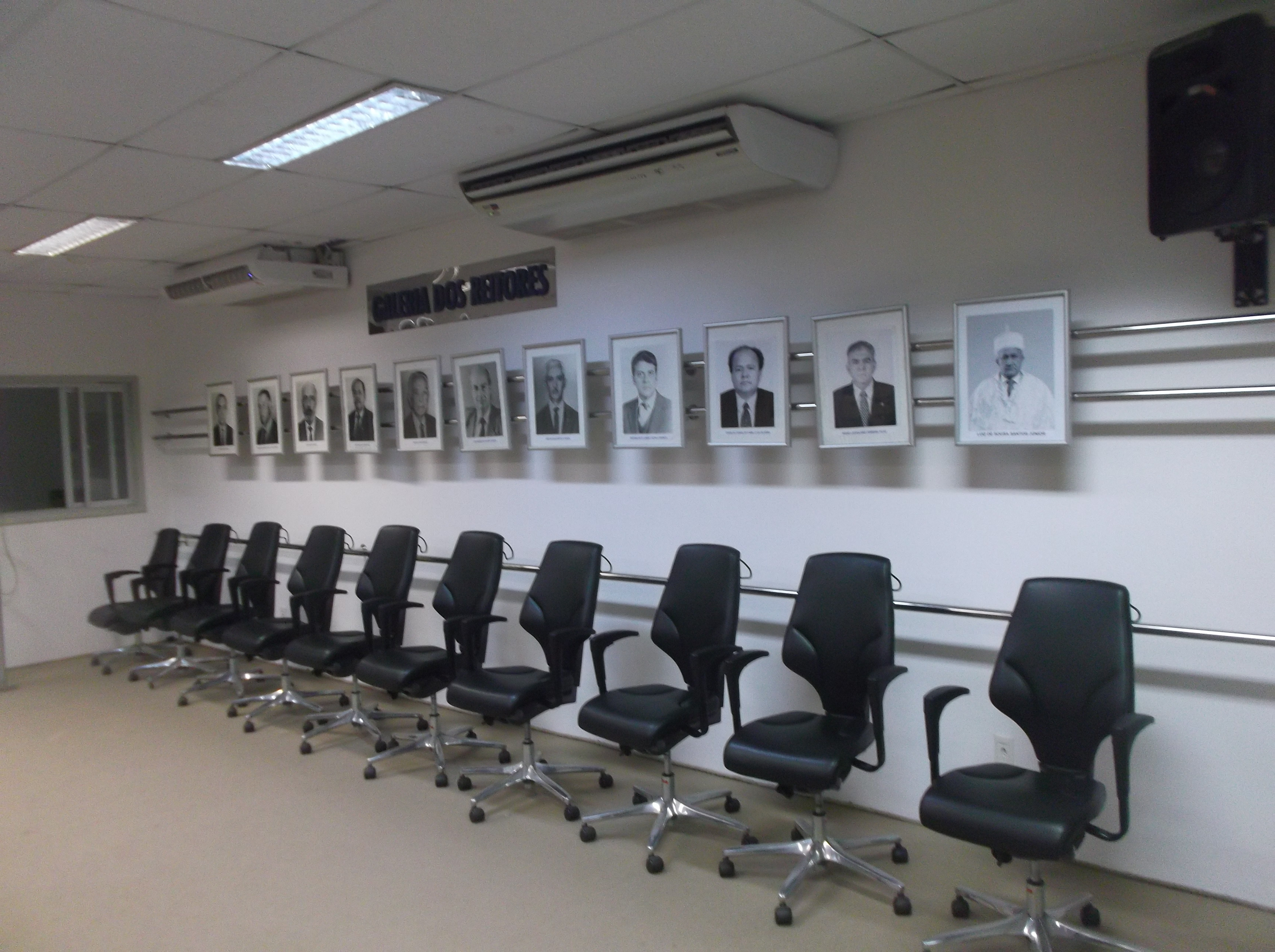
Salão da galeria de reitores.

- Mariano de Almendra Gaioso Castelo Branco
- José Camillo da Silveira Filho (1976/1981)
- Lineu da Costa Araujo
- João Ribeiro de Oliveira e Sousa (1983)
- José Natan Portela Nunes (1984/1987)
- Anfrísio Neto Lobão Castelo Branco (1988/1990)
- Charles Carvalho Camilo da Silveira (1990-1996)[10]
- Prof. Pedro Leopoldino Ferreira Filho (1996-2004)
- Prof. Dr. Luiz de Sousa Santos Júnior (2004-2012)
- Prof. Dr. José Arimatéia Dantas Lopes (2012-2020)
- Prof. Dr. Gildásio Guedes Fernandes, desde 20/11/2020[2]

## Unidades de Ensino

Logomarca original da UFPI. Esta marca remete à imagem de uma palma de carnaúba, produto de importância fundamental na formação econômica do estado do Piauí. Foi incorporada como uma das peças heráldicas componentes do brasão da universidade.

A Universidade Federal do Piauí dispõe de ensino de graduação e pós-graduação, além de atividades de extensão. A seguir, tem-se as unidades de ensino e, respectivamente, os cursos de graduação.

### CampusMinistro Petrônio Portella - SEDE (CMPP)
- Centro de Ciências da Natureza (CCN)
- Centro de Ciências da Saúde (CCS)
- Centro de Ciências Agrárias (CCA)
- Centro de Ciências da Educação (CCE)
- Centro de Ciências Humanas e Letras (CCHL)
- Centro de Tecnologia (CT)

### OutrosCampi
- Campus Amílcar Ferreira Sobral (CAFS), Floriano
- Campus Professora Cinobelina Elvas (CPCE), Bom Jesus
- Campus Senador Helvídio Nunes de Barros (CSHNB), Picos

## Pesquisa

### Periódicos científicos
A UFPI editora os seguintes periódicos científicos:
- Biosphere;
- EPEduc (Programa de Pós-graduação em Educação da UFPI);
- Revista Brasileira de História da Mídia;
- Form@re: Revista do Plano Nacional de Formação de Professores da Educação Básica;
- Revista Equador (vinculado ao Programa de Pós-Graduação em Geografia da UFPI);
- Pensando: Revista de Filosofia (vinculado ao Programa de Pós-Graduação em Filosofia da UFPI).